# باباجی (افغانستان)
باباجی (به لاتین: Babaji) یک منطقهٔ مسکونی در افغانستان است که در ولایت هلمند واقع شده‌است.